# Jorgaq Tushe
Jorgaq Tushe (ur. 18 kwietnia 1949 we Wlorze) – albański aktor i reżyser. 

## Życiorys
W 1972 ukończył studia aktorskie w Instytucie Sztuk w Tiranie. Podyplomowe studia z zakresu reżyserii teatralnej ukończył w Instytucie Sztuki i Kinematografii w Bukareszcie. Po ukończeniu studiów pracował w Teatrze Petro Marko we Wlorze. Na dużym ekranie zadebiutował w 1979 rolą w filmie Liri a vdekje. Zagrał w pięciu filmach fabularnych, głównie role drugoplanowe.
W latach 90. wyemigrował do Grecji. W 2009 ponownie podjął współpracę z teatrem we Wlorze, reżyserując spektakl Krushqit nga Vlora.

## Role filmowe
- 1979: Liri a vdekje jako Taxhim Ymeri
- 1980: Plumba Perandorit jako adwokat
- 1980: Sketerre'43 jako lekarz
- 1981: Agimet e stinës se madhe jako Rezbat
- 1984: Koha nuk pret jako oficer angielski, który uciekł z niewoli
- 1984: Nata e pare e lirise jako Nazif
- 2018: Delegacioni jako fryzjer
- 2019: Otwarte drzwi jako teść